# Lập trình hướng đối tượng đồng thời
Lập trình hướng đối tượng đồng thời là một mô hình lập trình kết hợp lập trình hướng đối tượng (OOP) cùng với đồng thời. Trong khi nhiều ngôn ngữ lập trình, như Java, kết hợp OOP với các cơ chế đồng thời như các luồng, cụm từ "lập trình hướng đối tượng đồng thời" chủ yếu đề cập đến các hệ thống mà bản thân các đối tượng là một nguyên hàm đồng thời, chẳng hạn như khi các đối tượng được kết hợp với mô hình tác nhân (actor model).